# Суздалево (Нижньогородська область)
Суздалево (рос. Суздалево) — присілок в Городецькому районі Нижньогородської області Російської Федерації.
Населення становить 27 осіб. Входить до складу муніципального утворення Ніколо-Погостинська сільрада.

## Історія
Від 2009 року входить до складу муніципального утворення Ніколо-Погостинська сільрада.

## Населення
| 2002 | 2010 |
| ---- | ---- |
| 38   | ↘27  |